# Macrosia
Macrosia is een geslacht van vlinders van de familie spinneruilen (Erebidae), uit de onderfamilie Arctiinae.

## Soorten
- M. chalybeata Hampson, 1901
- M. fumeola (Walker, 1854)
- M. wiltshirei Tams, 1939